# Entodon neglectus
Entodon neglectus är en bladmossart som beskrevs av Mitten 1869. Entodon neglectus ingår i släktet Entodon och familjen Entodontaceae. Inga underarter finns listade i Catalogue of Life.